# サトラップ大反乱
サトラップ大反乱 (サトラップだいはんらん) または三サトラップの乱は、紀元前4世紀後半、アケメネス朝のサトラップ（太守）たちがアルタクセルクセス2世に対して起こした反乱である。反乱側の主要人物はカッパドキア太守ダタメース、フリュギア太守アリオバルザネース、アルメニア太守オロンテス1世らである。またカリアの王マウソロスも、基本的には名目上の宗主アルタクセルクセス2世に従いつつ、時には反乱側に寝返ることもあった。
エジプトのファラオであるネクタネボ1世やネクタネボ2世は、反乱軍から派遣されてきた将軍レオミトレスに50隻の軍船と500タレントを与え、これらは反乱軍のために使われた。

## ダタメースの反乱 (紀元前372年-紀元前362年)
カッパドキア太守ダタメースは優れた軍才を持つ人物で、紀元前384年以降に父カミサレスからサトラップ職を継承した。しかしアケメネス朝の宮廷における問題がもとで、彼は紀元前372年に反乱を起こした。宮廷は近隣のリュディア太守アウトフラダテス やリュキア太守アルトゥンパラらに反乱鎮圧を命じたが、ダタメースはこれに耐え続けた。

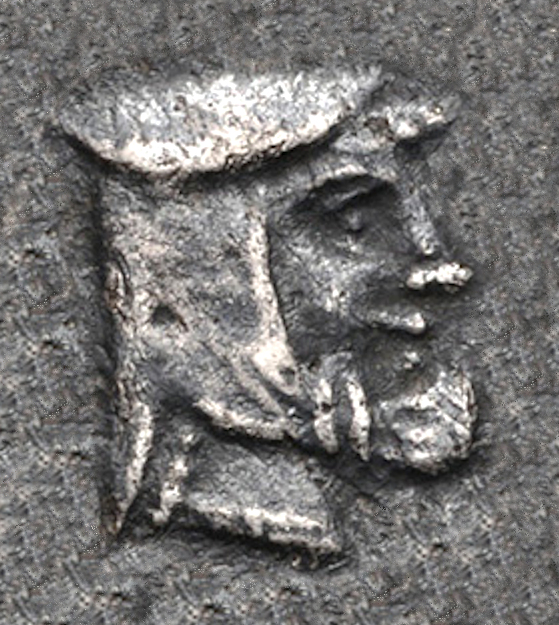
ダタメース

紀元前362年、ダタメースは反乱の味方と偽る義理の息子ミトロバルザネースに暗殺された。

## アリオバルザネースの反乱 (紀元前366年-紀元前363年)
フリュギア太守アリオバルザネースは、ポントスの支配者の息子で、ヘレスポントス・フリュギアのサトラップ職の正統な継承者アルタバゾスが成長するまでの代理サトラップを務めていた。しかしアルタバゾスが任に就けるまでになった時、アリオバルザネースは地位を譲り渡すのを拒否し、紀元前366年にダタメースの反乱に合流した。
アリオバルザネースはスパルタ王アゲシラオス2世の支援を獲得した。紀元前366年カリアのマウソロスとリュディアのアウトフラダテスにアドラミティオンを包囲されたが、アリオバルザネースはここを守り抜き、アゲシラオス2世の交渉もあって包囲軍は撤退した。アテナイもアリオバルザネースに同調する意図から、彼とその3人の息子にアテナイ市民権を与えた。しかし最後には、アリオバルザネースは息子のミトリダテスに裏切られ、アルタクセルクセス２世により一族もろとも磔刑に処された。

## オロンテスの反乱 (紀元前362年)

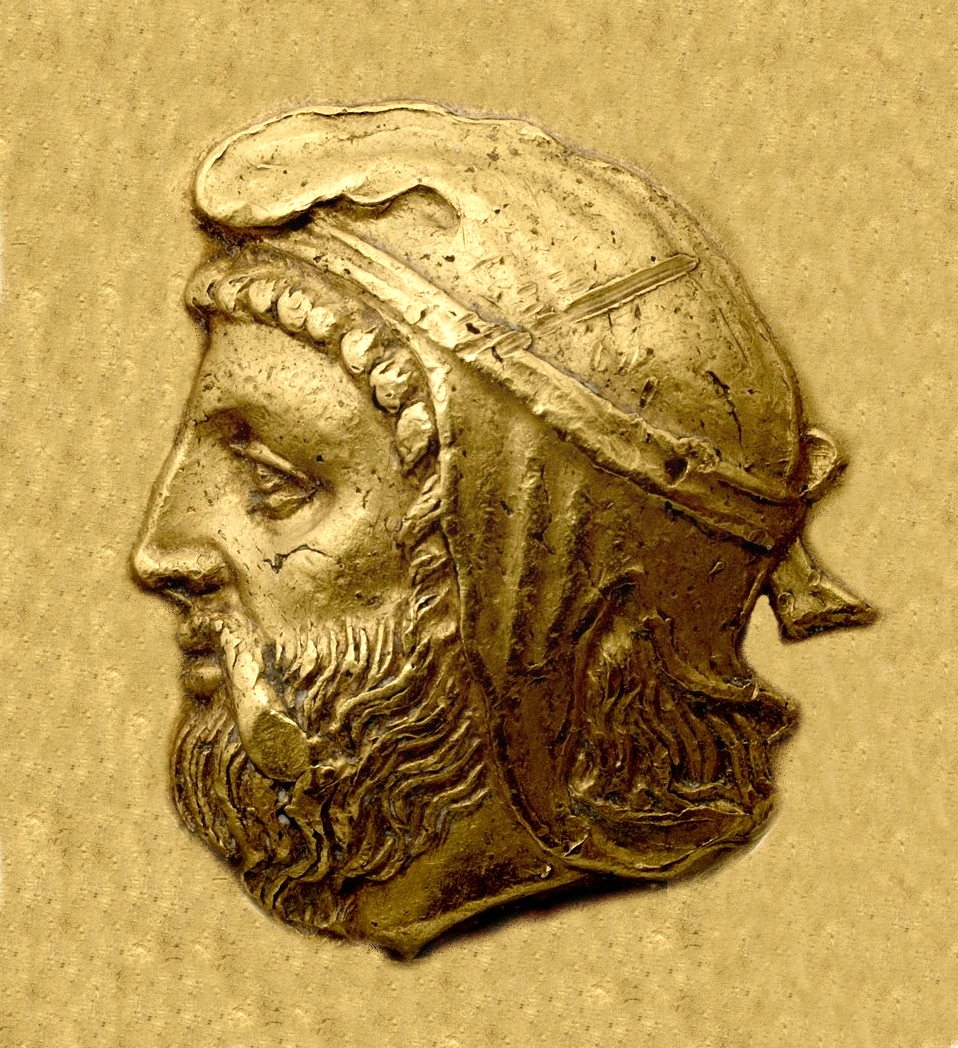
オロンテス1世が発行した硬貨に刻まれた肖像。サトラップの被り物を着用している。

紀元前362年、アルメニア太守オロンテス1世はアルタクセルクセス2世にミュシアへの国替えを命じられたのに反発し、反乱を起こした。高貴な生まれである彼は反乱諸侯から指導者に担ぎ上げられたが、間もなく当のオロンテス1世がアルタクセルクセス2世と妥協して他のサトラップたちを裏切ったため、反乱軍は急速に崩壊していった。オロンテス1世がエーゲ海沿岸の広範囲を与えられたのに対し、ダタメースは義理の息子ミトロバルザネースに裏切られて殺され、アリオバルザネースは処刑された。しかしその他の反乱軍に味方したサトラップたちは赦免され、ここに大反乱は終結した。